# Guyencourt-Saulcourt
Guyencourt-Saulcourt is een gemeente in het Franse departement Somme (regio Hauts-de-France) en telt 148 inwoners (1999). De plaats maakt deel uit van het arrondissement Péronne.

## Geografie
De oppervlakte van Guyencourt-Saulcourt bedraagt 5,1 km², de bevolkingsdichtheid is 29,0 inwoners per km².
De onderstaande kaart toont de ligging van Guyencourt-Saulcourt met de belangrijkste infrastructuur en aangrenzende gemeenten.

## Demografie
Onderstaande figuur toont het verloop van het inwonertal (bron: INSEE-tellingen).